# Epilobium lanceolatum
Espèce
Classification APG III (2009)
Epilobium lanceolatum, L'épilobe lancéolé, est une espèce de plantes à fleurs de la famille des onagracées.

## Description
C'est une plante herbacée de 20 à 60 cm, dressée, simple ou peu rameuse, pubérulente, à souche tronquée, émettant des rosettes courtes à feuilles très étalées. La tige ne porte pas de lignes saillantes.
Les feuilles inférieures sont opposées ; les feuilles supérieures sont alternes. Leur forme générale est oblongue-lancéolée, elles sont subobtuses, inégalement dentées, en coin à la base, portées sur un pétiole long de 4 à 8 mm, garnies à leur aisselle d'un petit rameau feuillé.
Les fleurs sont d'abord blanches, puis roses, petites, penchées avant la floraison. Leurs sépales et boutons sont obtus. Elles portent 4 stigmates étalés. La capsule est pubérulente.

### Caractéristiques
- Sexualité : hermaphrodite
- Pollinisation : entomogame
- Fruit : capsule
- Dissémination : anémochore
- Type biologique : hémicryptophyte érigé
- Formation végétale : hémicryptophytale

## Répartition
On peut la trouver en Europe occidentale et méridionale, en Asie occidentale et en Afrique septentrionale.

## Statut de protection
En Suisse, l'espèce figure sur la liste rouge des plantes.

## Pharmacopée
C'est une plante utilisée en thérapeutique de la même façon que l'épilobe à petites fleurs (Epilobium parviflorum).